# Trichlorure de phosphoryle
Le trichlorure de phosphoryle, ou oxychlorure de phosphore, est un composé inorganique de la famille des oxychlorures, de formule brute POCl3.

## Propriétés chimiques et toxicologie
Le trichlorure de phosphoryle réagit avec l'eau et les alcools pour donner du chlorure d'hydrogène et respectivement de l'acide phosphorique et des esters de phosphate :
POCl3 + 3 H2O → H3PO4 + 3 HCl.
POCl3 peut également réagir avec un acide de Lewis tel que le tétrachlorure de titane selon le schéma réactionnel suivant :
Cl3P+-O− + TiCl4 → Cl3P+-O−-TiCl4.
Le composé POCl3·AlCl3 résultant de l'addition de chlorure d'aluminium sur le trichlorure de phosphoryle est assez stable, de sorte que POCl3 peut être utilisé pour éliminer le chlorure d'aluminium du mélange résultant d'une réaction de Friedel-Crafts.
POCl3 réagit avec le bromure d'hydrogène en présence de chlorure d'aluminium pour former le tribromure de phosphoryle POBr3.
L'oxychlorure de phosphore réagit violemment avec l'eau, les métaux, les bases, l'acétone (vraisemblablement toutes les cétones), les alcools, les amines, les phénols, les substances oxydantes et organiques fortes.
Les solvants à utiliser pour les réactions avec l'oxychlorure de phosphore doivent donc être anhydres. Les solvants secs peuvent être éliminés par séchage, par ex. B. produit facilement et commodément à l’aide de tamis moléculaires. Les solvants contenant plus d'eau doivent être pré-séchés avec du sulfate de sodium. Une réaction explosive peut se produire au contact des solvants diméthylformamide ou diméthylsulfoxyde.[1]
Le chlorure de phosphoryle est corrosif pour les yeux, la peau et les voies respiratoires. La vapeur est environ 5 fois plus lourde que l'air. L'inhalation de vapeurs peut provoquer un œdème pulmonaire. L'exposition à des doses élevées peut être mortelle. Les effets peuvent se produire avec un certain retard. La « limite d'exposition recommandée » du NIOSH pour une durée d'exposition de 10 heures est de 0,1 ppm (0,6 mg/m³). Le « niveau guide d'exposition aiguë » pour 1 heure d'exposition est de 0,85 ppm et peut entraîner des effets potentiellement mortels sur la santé, voire la mort.

## Préparation
Le trichlorure de phosphoryle peut être préparé par action de l'oxygène O2 sur le trichlorure de phosphore PCl3 à 20-25 °C (l'air est inefficace) :
2 PCl3 + O2 → 2 O=PCl3.
Une synthèse alternative fait appel à la réaction du pentachlorure de phosphore PCl5 avec le pentoxyde de phosphore P4O10. Dans la mesure où ces deux composés sont solides, une manière efficace de réaliser la réaction est de chlorer un mélange de PCl3 et de P4O10 afin de produire le PCl5. Au fur et à mesure que le PCl3 réagit, le POCl3 devient le solvant de réaction :
6 PCl3 + 6 Cl2 → 6 PCl5.
6 PCl5 + P4O10 →  10 POCl3.
Le pentachlorure de phosphore forme également du trichlorure de phosphoryle avec l'eau, mais cette réaction est plus difficilement contrôlable que la précédente.

## Utilisation
Le chlorure de phosphoryle est un agent de chloration couramment utilisé dans les réactions organiques. Il est utilisé pour la production de composés organophosphorés, qui sont transformés en ignifugeants, fluides hydrauliques, lubrifiants, additifs plastiques tels que plastifiants et insecticides. Comme elle pourrait également être utilisée pour la production de gaz neurotoxique, son exportation est soumise à des contrôles stricts.
Dans la réaction de Bischler-Napieralski, la substance agit comme un déshydrateur.
La réaction avec les alcools, qui est exothermique, produit des esters phosphatés. Ce type de réaction, notamment dans le cas des alcools aromatiques (tels que les dérivés phénoliques), est industriellement important.
L'oxychlorure de phosphore est une matière première importante pour la production d'esters d'acide phosphorique (phosphites d'alkyle et d'aryle). La synthèse se produit par réaction de l'oxychlorure de phosphore avec des alcools, des phénols ou des époxydes et fournit des produits économiquement importants tels que
- Plastifiant pour PVC et autres plastiques
- Retardateurs de flamme
- Additifs pour carburant
- Huiles hydrauliques et additifs pour huiles hydrauliques
- Agent d'extraction pour le traitement de l'uranium et l'extraction des métaux
- Insecticides

L'utilisation de l'oxychlorure de phosphore pour la production d'insecticides organophosphorés est étroitement liée à son utilisation dans la production de gaz neurotoxiques organophosphorés appartenant à la même famille de substances.
L'oxychlorure de phosphore est encore utilisé comme:
- Agent de chloration pour la production de chlorures d'acides carboxyliques et d'anhydrides d'acide
- Catalyseur dans la production de colorants triphénylméthane
- Réactif pour la formation du complexe de Vilsmeier-Haack
- solvant non aqueux

- Auxiliaire à la production de fibres de verre optiques
- n-dopant dans la production de semi-conducteurs et de cellules solaires

Ce produit est utilisé dans l'industrie photovoltaïque pour doper au phosphore les wafers en silicium par diffusion afin de réaliser un dopage n sur un substrat dopé p (typiquement au bore) en vue de réaliser une jonction p-n.